# Denver & Rio Grande Western Railroad Locomotive No. 278 and Tender
La Denver & Rio Grande Western Railroad Locomotive No. 278 and Tender est une locomotive américaine exposée sur le D & RG Narrow Gauge Trestle, près de Cimarron, dans le comté de Montrose, au Colorado. Protégée au sein de la Curecanti National Recreation Area, cette locomotive à vapeur de la Denver and Rio Grande Western Railroad est elle-même inscrite au Registre national des lieux historiques depuis le 21 avril 2009.